# Königliches Amtsgericht Düsseldorf

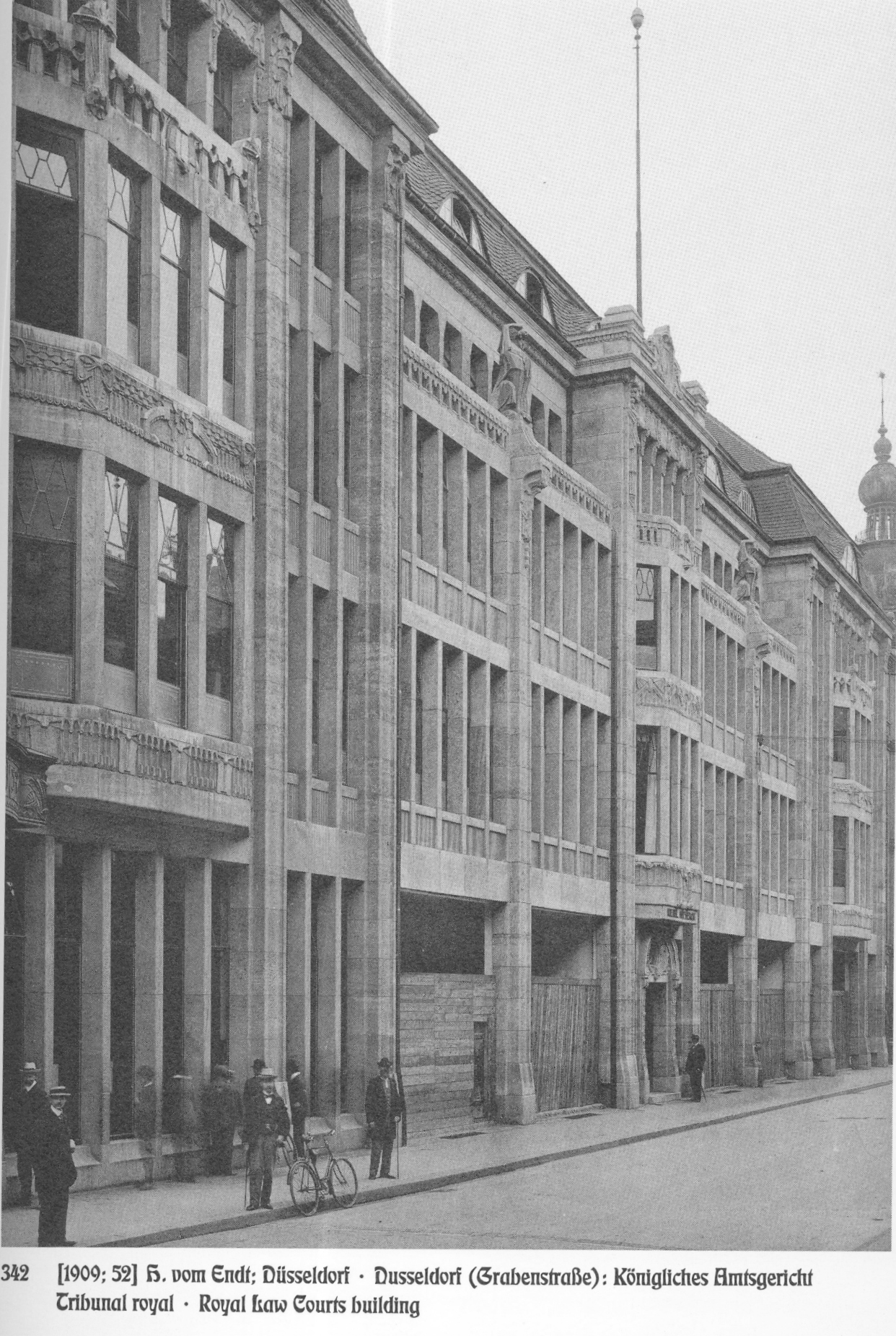
Königliches Amtsgericht

Das Königliche Amtsgericht im Düsseldorfer Stadtteil Stadtmitte war in dem an der damaligen Grabenstraße 19–25 befindlichen Flügel des Girardethauses untergebracht (heute: Trinkausstraße 7).

## Beschreibung
Das Gebäude wurde nach Entwürfen des Architekten Hermann vom Endt in zwei Bauperioden vom Herbst 1905 bis zum Frühjahr 1908 errichtet. Die Fassade ist mit Muschelkalkstein verkleidet, das Dach mit braunroten Biberschwänzen eingedeckt. Die figürlichen und ornamentalen Bildhauerarbeiten an der Fassade wurden von Albert Pehle und H. Stader geschaffen. Die Treppe an der Grabenstraße war in gelbem Comblanchien-Marmor teils geschliffen, teils poliert ausgearbeitet.

## Geschichte
Das Königliche Amtsgericht war 1879 gegründet worden und zunächst in den Räumlichkeiten des Landgerichtes am Königsplatz untergebracht (heute: das Gebäude des Justizministeriums NRW am Martin-Luther-Platz). Ende des 19. Jahrhunderts waren die dortigen Räumlichkeiten für beide Gerichte zu klein geworden, so dass das Amtsgericht in gemietete Räumlichkeiten, darunter Josephinenstraße 15, Bismarckstraße 8 sowie Marienstraße 2 ausgelagert wurde und ab 1908 in dem Gebäude auf der damaligen Grabenstraße ansässig wurde. Ab 1913 wurde an einem neuen Gerichtsgebäude für das spätere Amts- und Landgericht Düsseldorf auf der Mühlenstraße gebaut, welches aufgrund des Ersten Weltkrieges und der Probleme der Nachkriegszeit erst 1923 fertiggestellt werden konnte. Das Gebäude auf der ehemaligen Grabenstraße in dem sich das Königliche Amtsgericht befand, ist heute Teil des WZ Centers, einem exklusiven Laden- und Bürocenter.